# Zgrada austro-ugarske vojarne u Splitu
Zgrada austro-ugarske vojarne u Splitu (bivše Vojne komande grada) je bivša vojarna u Splitu, Porinova 2.

## Opis
Sagrađena je u 19. stoljeću. Zgrada bivše vojne komande austrijske vojske, kasnije vojna tiskara izgrađena je oko 1840. Jedan je od rijetkih klasicističkih spomenika u Splitu s odlikama jednostavnog, provincijalnog klasicističkog sloga koji se prepoznaje na središnjem kamenom portalu i predvorju u središtu zgrade te kamenom stepeništu u interijeru, dok su ostale stilske karakteristike, poput štukatura u sobama nestale. Danas je u njoj sjedište Konzervatorskog odjela u Splitu.

## Zaštita
Pod oznakom RST-1356-1991. zavedena je kao nepokretno kulturno dobro - pojedinačno, pravna statusa zaštićena kulturnog dobra, klasificiranog kao profana graditeljska baština.